# Regra de Wallace
A regra de Wallace (comumente conhecida como regra dos nove) é uma ferramenta de medida utilizada em medicamentos de atendimento pré-hospitalar. A intenção da medida é quantizar a área total da superfície corporal atingida por uma queimadura. Além de determinar a gravidade da queimadura, a medição é importante para estimar a possível necessidade de mudança do fluido hemodinâmico do paciente, por meio da fórmula de Parkland.

## Utilização
| Parte do corpo | Área |
| -------------- | ---- |
| Braço esquerdo | 9%   |
| Braço direito  | 9%   |
| Cabeça         | 9%   |
| Tórax          | 9%   |
| Abdômen        | 9%   |
| Costas         | 18%  |
| Perna esquerda | 18%  |
| Perna direita  | 18%  |
| Virilha        | 1%   |

A regra dos nove foi inventada por Pulaski e Tennison no ano de 1947, publicada por Alexander Burns Wallace em 1951. Para estimar a área total da superfície corporal de uma queimadura, é necessário estudar os valores relacionados à área de superfície corporal. Esta medida ajuda o médico de emergência a obter uma avaliação rápida da área atingida pela queimadura. Por exemplo, um paciente cuja parte traseira está com 18% de queimadura e com a perna esquerda com 18% de queimadura, conclui-se que 36% da área de superfície corporal do paciente foi atingida. O cálculo de cada área de superfície corporal é atribuída à totalidade do corpo.
Por outro lado, caso um paciente tenha uma queimadura em metade da perna esquerda, seria atribuído 9% de incidência na área de superfície corporal. No entanto, se parte traseira do paciente fosse atingida por 18%, mas apenas 9% da perna esquerda foi atingida, a quantidade atingida na área de superfície corporal seria totalizada em 27%.

## Precisão
Estudos de medicina têm levantado debates sobre a precisão da regra de Wallace em pacientes obesos, observando que o valor da área de superfície corporal muda de acordo com o nível de obesidade do paciente. Um estudo descobriu que a precisão da regra dos nove era potencialmente razoável para pacientes que pesam até 80 kg. No entanto, chegou-se à ideia da criação de uma "regra de cinco" para pacientes acima de 80 kg. A divisão ocorre em 5% da área da superfície do corpo para cada braço, 20% da área da superfície do corpo para cada perna, 50% para o tronco e 2% para a cabeça.
Outros estudos, todavia, sugeriram que a regra de Wallace superestima a área total afetada pela queimadura, entendendo que a exatidão obtida pelos cálculos é subjetiva. Contanto, a regra pode ser usada facilmente e rapidamente no que tange os cuidados iniciais com pacientes que sofreram queimadura. A regra de Wallace foi desenvolvida para adultos, logo, torna-se menos precisa quando utilizada em crianças devido a diferença de proporcionalidade corporal, como o tamanho da cabeça, a quantidade de massa corporal nas pernas e nas coxas. Um estudo, portanto, demonstrou que a regra seria precisa para pacientes com até 10 kg. Para contabilizar as diferenças proporcionais das crianças, propôs-se uma "regra de Wallace para crianças". A cabeça, no entanto, assume 18% da área de superfície corporal, enquanto cada perna ocupa 13,5%. O restante do corpo retém a mesma porcentagem da área de superfície corporal, previamente válida para a medida em adultos.